# União Militar de Todos os Russos
A União Militar De Todos os Russos (em russo:  Русский Обще-Воинский Союз, transl. Russkiy Obshche-Voinskiy Soyuz, abreviado РОВС ou ROVS) é uma organização militar fundada pelo general branco Pyotr Wrangel em 1 de setembro de 1924 no Reino dos Sérvios, Croatas e Eslovenos (Iugoslávia). Inicialmente com sede na cidade de Sremski Karlovci. O propósito ostensivo da organização era fornecer ajuda aos veteranos do Movimento Branco russo (geralmente também membros do antigo Exército Imperial Russo), soldados e oficiais, que agora viviam fora da URSS; o objetivo não declarado era manter uma organização militar russa com vistas a combater os bolcheviques. Eles, juntamente com a Ordem da União Imperial Russa, são as organizações mais antigas que representam o governo branco russo no exílio, sendo este último o mais monarquista dos dois. A união militar promovia a manutenção dos laços culturais com a Rússia para a população exilada. Antes da segunda guerra mundial a organização manteve por pouco tempo algumas poucas formações armadas no Reino da Iugoslávia, que recebeu os exilados russos e integrou alguns veteranos no seu exército.

## História
Pouco depois de seu estabelecimento na Sérvia em setembro de 1924 pelo general Wrangel, em 16 de novembro o comando supremo da ROVS, juntamente com todas as formações do Exército Branco no exílio, foi assumido pelo Grão-Duque Nikolai Nikolaevich, que até agosto de 1915 era o Comandante Supremo das forças armadas russas durante a Primeira Guerra Mundial e desde 1922 residia na França.
Além do anticomunismo, a ROVS não tinha uma orientação política oficial, aderindo um pouco ao antigo ditado militar russo: "O exército está fora da política" (em russo "Армия вне политики"), acreditando que a orientação política da Rússia não pode ser predeterminado por emigrantes que vivem fora de suas fronteiras (a filosofia da "não-predeterminação" ou em russo "непредрешенчество"). Muitos (mas não todos) de seus membros tinham simpatias monárquicas, mas estavam divididos sobre se a Casa de Romanov deveria retornar e se o governo deveria ser autocrático ou democrático.
A ROVS, juntamente com outras organizações de emigrantes russos semelhantes, tornou-se o principal alvo do serviço secreto de inteligência soviético, o GPU/OGPU (futura NKVD). A OGPU até criou uma organização monarquista anticomunista fictícia, a União Monarquista da Rússia Central, que foi usada para minar as atividades da ROVS na URSS. O ramo secreto de contra-inteligência da ROVS, a "Linha Interna " (em russo "Внутренная Линия") criado pelo general Alexander Kutepov em meados da década de 1920, também foi severamente comprometido, entre outras coisas, pelo recrutamento suspeito pela OGPU do Gen Nikolai Skoblin, que era um agente sênior da Linha Interna. Dois dos sucessivos presidentes da ROVS, o general Alexander Kutepov e o general Yevgeny Miller, foram sequestrados por agentes soviéticos, em 1930 e 1937, respectivamente, sendo Miller levado à URSS para ser interrogado e executado. General Fyodor Abramov, que sucedeu Miller como presidente da ROVS, teve que deixar o cargo logo depois e foi expulso da Bulgária, onde residia, devido ao fato de seu filho ter sido exposto como agente soviético. As operações bem-sucedidas da OGPU/NKVD contra os ROVS, bem como as lutas internas, intrigas e antagonismos na comunidade de emigrantes russos em geral desmoralizaram e tornaram impotente uma organização que, quando a Segunda Guerra Mundial começou em 1939, também se tornou amplamente irrelevante devido o realinhamento geopolítico. Após a eclosão da guerra, a ROVS ficou virtualmente paralisado, pois a guerra dividiu a liderança e os membros da ROVS em dois campos opostos: aqueles que defendiam a guerra contra ou a favor da Alemanha. General Alexei Arkhangelsky, que assumiu a presidência da ROVS em março de 1938, era pessoalmente de orientação política pró-Alemanha, uma postura contestada por figuras de emigrantes de renome, entre outros, como o general Anton Denikin .
Durante a guerra, a ROVS manteve uma posição cautelosa, não se aliando oficialmente à Alemanha nazista ou à União Soviética, mas esperando o surgimento de um Exército de Libertação da Rússia independente. No entanto, alguns, atuando como intérpretes, se juntaram às fileiras da Wehrmacht no estágio inicial da guerra na Frente Alemã-Soviética. A razão para isso era a quase-ideologia do ROVS, em grande medida encapsulada na ideia de 'irreconciliabilidade', o que significava lutar contra o poder soviético de qualquer maneira possível.

De acordo com uma entrevista de história oral de 1988 com Nikita Ivanovich Yovich,
"Anos se passaram, gradualmente as pessoas começaram a morrer. Em 1986, o homem mais velho ainda vivo era o capitão Ivanov, que morava em Detroit . O capitão Ivanov recebeu uma comunicação de Paris dizendo que, como homem mais graduado, agora era obrigado a assumir a presidência da RASU. Tinha noventa e um anos. Ele precisava de um vice e eu fui recomendado a ele. Recebi uma carta desse capitão Ivanov, que nunca conheci, uma carta oficial: 'Caro Nikita Ivanovich, A partir de tal e tal data, tornei-me o presidente do Sindicato das Forças Armadas da Rússia. Estou sozinho e estou pedindo sua ajuda. E então respondi à carta: 'Caro capitão Ivanov: fui criado para ser soldado - isso significa, nunca me voluntariar para o serviço, mas nunca fugir dele.' Uma semana depois, recebi ordens dele, informando que a partir de tal e tal data o tenente Nikita Ivanovich Yovich seria seu vice. Ele me deu várias ordens, listas de xerox e assim por diante, que eu executei. Depois de alguns anos, comecei a ter problemas de saúde e escrevi ao capitão Ivanov pedindo para ser dispensado de minhas funções. não recebi nenhuma resposta. escrevi novamente. De repente, recebo uma carta dizendo que o capitão Ivanov teve um derrame e está paralisado. Liguei para ele, mas não houve resposta. E então recebi ordens dele, que de alguma forma ele conseguiu assinar – fui nomeado presidente da União das Forças Armadas da Rússia."
A ROVS continuou ativa até a década de 1990, tendo evoluído para uma organização que se preocupava principalmente com a preservação histórica da tradição militar russa pré-comunista e anticomunista. Em posse da ROVS há um número significativo de bandeiras e estandartes de batalha do Exército Branco e do Império Russo, que deveriam ser devolvidos à Rússia quando "um exército nacional russo" estivesse novamente em existência.
Embora sua importância e influência na comunidade de emigrantes russos tenham cessado várias décadas antes, em 1992, a ROVS tornou-se ativa na própria Rússia. Em meados da década de 1990, no entanto, desde que o regime comunista havia caído e a União Soviética não existia mais, surgiu uma divisão dentro da ROVS sobre a continuidade da existência da organização. Em 2000, Vladimir Vishnevsky, residente nos EUA e presidente da ROVS na época, solicitou uma votação sobre essa questão. Parte dos departamentos, fora da Rússia, foram favorávei  a dissolução da organização. Porém Vishnevsky morreu de câncer no mesmo ano e o departamento da organização na Rússia não aceita a legitimidade da decisão dos departamentos no exterior, hoje a organização existe com operação primariamente na Rússia e em países da antiga USSR e é comandada pelo "capitão" (sua patente militar não é confirmada) Igor Borisovich Ivanov.
No presente a ROVS está envolvida majoritariamente em atividades culturais e de memória histórica na Rússia, a fim de impulsionar um discurso antissoviético e pró restauração da monarquia no país. Mantém um periódico online (O Alarde) que reproduz notícias sobre a presente situação política na Rússia e é veiculo das manifestações oficiais da organização sobre diversos assunto (da guerra na Ucrânia a discussões sobre economia, imigração etc). Também se envolveu na criação dos exércitos das repúblicas separatistas no Donbass, alguns de seus membros se tornando combatentes nos batalhões separatistas. Apesar do contato com os exércitos separatistas a ROVS não possuí uma milícia própria e seus membros se inserem em batalhões ideologicamente alinhados ao expansionismo Russo nos antigos territórios da URSS.

## Estrutura organizacional e membros
Antes da Segunda Guerra Mundial a ROVS foi dividida em departamentos (em russo:  отделы), com base em regiões e/ou países:
- Departamento I — Grã-Bretanha, Holanda, Dinamarca, Egito, Espanha, Itália, Noruega, Irã, Polônia, Síria, Finlândia, França e suas colônias, Suíça, Suécia;
- Departamento II — Áustria, Hungria, Alemanha, Cidade Livre de Danzig, Letônia, Lituânia, Estônia;
- Departamento III — Bulgária, Turquia;
- Departamento IV — Grécia, Romênia, Iugoslávia;
- Departamento V — Bélgica;
- Departamento VI — Checoslováquia;
- Departamento do Extremo Oriente com sede em Harbin;
- Departamento mongol de curta duração na Mongólia, mais tarde na Mongólia Interior e Xinjiang;
- Departamento Norte-Americano;
- Departamentos na Austrália e Nova Zelândia;
- Departamento Sul Americano .

De acordo com os dados contidos nos documentos desclassificados da UDBA de 1955, em 1934, os membros globais da ROVS totalizavam 400.000 pessoas, que incluíam 206.000 pessoas na Europa, 175.000 no Extremo Oriente e 25.000 na América.

## Lista de presidentes e comandantes
- General Pyotr Wrangel (1924-1928) (como comandante do Exército russo);
- Grão-Duque Geral Nikolai Nikolaevich Romanov (1924-1929) (como o comandante supremo de todas as forças russas, em concordância com o general Wrangel);
- General Alexander Pavlovich Kutepov (1929-1930);
- General Yevgeny Karlovich Miller (1930-1937);
- General Feodor Feodorovich Abramov (1937-1938);
- General Alexei Petrovich Arkhangelsky (1938-1957);
- General Alexei Alexandrovich von Lampe (1957-1967);
- General Vladimir Grigorievich Zharzhevsky (1967-1979);
- Capitão Vladimir Petrovich Osipov (1979-1983);
- Starshina Vladimir Ivanovich Diakov (1983-1984);
- Tenente Peter Alekseevich Kalenichenko (1984-1986);
- Capitão Boris Mihailovich Ivanov (1986-1988);
- Sotnik Nikita Ivanovich Yovich (1988);
- Tenente Vladimir Vladimirovich Granitov (1988-1989);
- Capitão Vladimir Nikolaevich Butkov (1989-2000);
- Tenente Vladimir Alexandroviche Vishnevski (2000);
- Capitão Igor Borisovich Ivanov (2000–).